# Bennhäuser Teich und Rothbalzer Teich bei Immenhausen
Bennhäuser Teich und Rothbalzer Teich bei Immenhausen ist ein Naturschutzgebiet in der hessischen Stadt Immenhausen und dem gemeindefreien Gebiet Gutsbezirk Reinhardswald im Landkreis Kassel.

## Allgemeines
Das Naturschutzgebiet mit der Gebietsnummer 1633044 ist 31,5 Hektar groß. Das Gebiet steht seit dem 21. Juli 1998 unter Naturschutz.

## Beschreibung
Das Naturschutzgebiet liegt nordöstlich von Immenhausen am Rand des Naturparks Reinhardswald. Es stellt strukturreiche Waldgesellschaften mit versumpften Bereichen unter Schutz. Durch das Naturschutzgebiet verläuft ein Abschnitt des Oberlaufs der Holzkape mit seinen Quellbächen. Die Bäche speisen zwei Stauteiche, den Bennhäuser und den Rothbalzer Teich. Die Stauteiche wurden im 16. Jahrhundert als Fischteiche angelegt. Die Stauteiche entwickelten sich zu naturnahen Stillgewässern. Sie beherbergen verschiedene Amphibien und Libellen, darunter die Große Moosjungfer, die im Regierungsbezirk Kassel nur hier ein bekanntes Vorkommen hat. Zur Aufwertung des Gebietes wurde 2011 am Bennhäuser Teich auf einer zuvor mit Fichten bestandenen Flächen Mulden angelegt, um weitere Feuchtgebiete zu schaffen, in denen sich unter anderem Bruchwald entwickeln kann.